# Zamalek SC (balonmano)
El Zamalek Sporting Club Handball es la sección de balonmano del Zamalek SC. El club fue fundado en 1958.

## Palmarés
- Liga de Egipto de balonmano (19): 1977, 1979, 1981, 1983, 1985, 1990, 1991, 1995, 1996, 1999, 2001, 2005, 2009, 2010, 2016, 2019, 2020, 2021, 2022
- Copa de Egipto de balonmano (16): 1979, 1980, 1981, 1982, 1983, 1986, 1991, 1992, 1994, 1999, 2001, 2002, 2004, 2006, 2008, 2016
- Liga de Campeones de África de balonmano (12): 1979, 1980, 1981, 1986, 1991, 2001, 2002, 2011, 2015, 2017, 2018, 2019
- Recopa de África de balonmano (6): 1985, 2009, 2010, 2011, 2016, 2022
- Supercopa de África de balonmano (7): 2002, 2010, 2011, 2012, 2018, 2019, 2021

## Plantilla 2022-23
|  | Porteros - 88 Karim Handawy - 72 Mahmoud Khalil - 12 Hesham El-Sobky Left Wingers - 11 Ahmed Moamen Safa - 31 Omar El-Wakil - 3 Mazen Reda Extremos derechos - 55 Hazem Mamdouh - 1 Akram Saad Yousri Pívot - 25 Wisam Nawar - 24 Khalid Waleed - 77 Shady Khalil - 4 Mohamed Ramadan - 41 Mohamed Tarek | Laterales izquierdos - 44 Mohamed Yassin - 10 Ali Hesham Nasr - 42 Hassan Kaddah - 23 James Parker Centrales - 20 Mohamed Alaa - 8 Mohamed El-Bassiouny Laterales derechos - 66 Ahmed El-Ahmar - 7 Mustafa Beshir - 18 Ahmed Hossam |